# Hofanlage Brandewurth 146
Die Hofanlage Brandewurth 146 in Ganderkesee-Grüppenbühren, Holler Weg, wurde um 1900 gebaut.
Die Gebäude stehen unter Denkmalschutz (siehe auch Liste der Baudenkmale in Ganderkesee).

## Beschreibung
Die Hofanlage besteht aus:
- dem giebelständigen verklinkerten Wohn- und Wirtschaftsgebäude als Gulfhaus von um 1900 mit
  - dem eineinhalbgeschossigen schmaleren südlichen Wohnteil vom Typ einer Oldenburger Hundehütte mit Drempel, Satteldach, fünfachsigem backsteingegliedeterten Giebel mit ansteigenden Treppenfriesen, drei Fialen mit Pyramidenabschluss, mittiger Tür, segmentbogigen Öffnungen, seitlich und in der Spitze spitzbogig sowie westlicher Schleppgaube,
  - dem eingeschossigen breiteren Wirtschaftsteil mit Krüppelwalmdach, im Nordgiebel mit zwei korbbogigen Stalltoren und rechts das Scheunentor, dazwischen drei rundbogige Fenster in zwei Geschossen mit maßwerkartigen Couronnements aus Eisen, dazu an der Südseite zum Wohnteil je ein Tor,
- dem firstparallelen westlichen verklinkerten Stall und Scheune von um 1900 mit Satteldach, großem nördlichen Tor, rundbogigen Fenstern in zwei Geschossen mit Couronnements in Eisen, Backsteingliederung an den Giebeln, ansteigenden Treppenfriesen sowie an den Kanten und auf der Giebelspitze Fialen mit Pyramidenabschluss,
- sowie weiteren nicht denkmalgeschützten Nebengebäuden.

Das heute seltenere Gulfhaus oder Ostfriesenhaus ist eine Bauernhausform, die im 16. und 17. Jahrhundert in Norddeutschland aufkam und sich in den friesischen Gebieten verbreitete. Es ist ein Holzgerüstbau in Ständerbauweise.
Das Niedersächsische Landesamt für Denkmalpflege befand: „… geschichtliche Bedeutung … als exemplarische Hofanlage der Zeit um 1900 mit Gulfhaus ….“